# Travacò Siccomario
Travacò Siccomario är en ort och kommun i provinsen Pavia i regionen Lombardiet i Italien. Kommunen hade 4 380 invånare (2018).